# Virslīga 1932
In 1932 werd het zesde voetbalseizoen gespeeld van de Letse Virslīga. ASK werd kampioen. 

## Eindstand
| Plaats | Club             | Wed. | W | G | V  | Saldo | Ptn. |
| ------ | ---------------- | ---- | - | - | -- | ----- | ---- |
| 1.     | ASK              | 14   | 8 | 4 | 2  | 37-15 | 20   |
| 1.     | Riga Wanderer    | 14   | 9 | 2 | 3  | 24-17 | 20   |
| 3.     | RFK              | 14   | 9 | 1 | 4  | 45-21 | 19   |
| 4.     | Olimpija Liepāja | 14   | 8 | 1 | 5  | 38-16 | 17   |
| 5.     | JKS              | 14   | 5 | 1 | 8  | 20-25 | 11   |
| 6.     | Union            | 14   | 4 | 2 | 8  | 16-32 | 10   |
| 7.     | Amatieris        | 14   | 4 | 0 | 10 | 14-42 | 8    |
| 8.     | LSB              | 14   | 2 | 3 | 9  | 14-40 | 7    |

|  | Play-off titel |
|  | Degradatie     |

Play-off titel
|  |     |       |               |  |
|  | ASK | 3 – 1 | Riga Wanderer |  |
|  |     |       |               |  |

## Kampioen
| Virslīga 1932           |
| Letland                 |
| ----------------------- |
| ASK Kampioen (1° titel) |